# Międzynarodowa Konfederacja Związków Zawodowych
Międzynarodowa Konfederacja Związków Zawodowych (ang. International Trade Union Confederation, ITUC) – największe światowe zrzeszenie związków zawodowych. Organizacja powstała na kongresie założycielskim w dniach 1–3 listopada 2006 w Wiedniu w wyniku zjednoczenia dwóch dotychczas największych światowych zrzeszeń związkowych – Światowej Konfederacji Pracy (World Confederation of Labour, WCL) i Międzynarodowej Konfederacji Wolnych Związków Zawodowych (International Confederation of Free Trade Unions, ICFTU), które formalnie rozwiązały się w dzień przed powstaniem ITUC.

## Organizacje członkowskie z Polski
- Ogólnopolskie Porozumienie Związków Zawodowych
- NSZZ Solidarność